# Sophia Jesu Christi
Die Sophia Jesu Christi ist Teil der gnostischen Nag-Hammadi-Schriften. Dort erscheint sie als vierte Schrift des 3. Kodex (NHC III,4). Sie ist auch Teil des koptischen Codex Berolinensis Gnosticus 8502. Es existiert noch ein Fragment unter der Bezeichnung Papyrus Oxyrhynchus 1081.

## Inhalt und Einordnung
Der Text stellt eine christliche Überarbeitung des Eugnostosbriefes dar, der auch in den Nag-Hammadi-Schriften überliefert ist. Durch die Überarbeitung wurde der Lehrbrief umgestaltet zu einem Dialog des Erlösers mit seinen Jüngern.

## Ausgaben
Originaltexte und Übersetzung wurden in der Reihe Nag Hammadi Studies (NHS) publiziert:
Douglas M. Parrott (Hrsg.): Nag Hammadi Codices III, 3-4 and V, 1. Papyrus Berolinensis 8502,3 and Oxyrhynchus Papyrus 1081. Eugnostos and the Sophia of Jesus Christ (= Nag Hammadi Studies. Bd. 27). Brill, Leiden 1991, ISBN 90-04-08366-9.
Eine englische Übersetzung:
Douglas M. Parrott: Eugnostos the Blessed (III, 3 and V, l) and the Sophia of Jesus Christ (III, 4 and BG 8502, 3). In: James M. Robinson (Hrsg.): The Nag Hammadi Library in English. Harper & Row, New York NY u. a. 1977, ISBN 0-06-066929-2, S. 206–228.
Deutsche Übersetzungen sind enthalten in:
Walter C. Till (Hrsg. u. Übers.): Die gnostischen Schriften des Papyrus Berolinensis 8502 (= Texte und Untersuchungen zur Geschichte der altchristlichen Literatur. Bd. 60, ISSN 0082-3589). 2. Auflage, bearbeitet von Hans-Martin Schenke. Akademie-Verlag, Berlin 1972, S. 194–295.
Gerd Lüdemann, Martina Janßen: Bibel der Häretiker. Die gnostischen Schriften aus Nag Hammadi. Radius-Verlag, Stuttgart 1997, ISBN 3-87173-128-5, S. 256–268.